# Г'ю Ленокс Скотт
Г'ю Ленокс Скотт (англ. Hugh Lenox Scott; 22 вересня 1853, Данвілл — 30 квітня 1934, Вашингтон) — американський воєначальник, генерал-майор армії США, 7-й начальник штабу армії США (1914—1917). Учасник Індіанських, Філіппінсько-американської та Першої світової війн.

## Біографія
Військова кар'єра
- 15 червня 1876 — другий лейтенант
- 28 червня 1878 — перший лейтенант
- 24 січня 1895 — капітан
- 18 травня 1898 — майор (тимчасове звання)
- 17 серпня 1899 — підполковник (тимчасове звання)
- 25 лютого 1903 — майор
- 3 березня 1911 — підполковник
- 18 серпня 1911 — полковник
- 23 березня 1913 — бригадний генерал
- 30 квітня 1915 — генерал-майор

Г'ю Ленокс Скотт народився 22 вересня 1853 року в Данвіллі, штат Кентуккі, в сім'ї преподобного Вільяма Маккендрі Скотта та Мері Елізабет (Ходжес) Скотт. Він виріс у Данвіллі та Принстоні, Нью-Джерсі, де здобув освіту в Лоуренсвільській школі. Він закінчив Принстонський університет, перш ніж його поступив на навчання до Військової академії у Вест-Пойнті.
У 1876 році Скотт закінчив Вест-Пойнт і розпочав офіцерську службу другим лейтенантом у кавалерії. Протягом приблизно двадцяти років після цього він служив на західному кордоні, головним чином у 7-му кавалерійському полку. Він брав участь у бойових діях у кампаніях проти сіу, не персе, шеєнів та інших племен Великих рівнин і став експертом у їхніх мовах і способах життя. У червні 1878 року він отримав звання першого лейтенанта.
У листопаді 1897 року його відрядили до Бюро американської етнології Смітсонівського інституту, де він почав готувати роботу про жестові мови американських індіанців. У травні 1898 року, після початку іспано-американської війни, він був призначений майором добровольців і помічником генерал-ад'ютанта 2-ї та 3-ї дивізій I корпусу. Він не брав ніяких дій у цій війні, але в березні 1899 року відправився на Кубу як генерал-ад'ютант департаменту Гавани у званні підполковника добровольців.
У травні 1900 року Г'ю Ленокс Скотт став генерал-ад'ютантом Департаменту Куби і залишався на цій посаді до травня 1902 року. Протягом цього часу він деякий час виконував обов'язки губернатора і брав активну участь у переході уряду в руки Куби. У лютому 1903 року він отримав звання майора регулярної армії та служив військовим губернатором архіпелагу Сулу, Філіппіни, а також командував там військами, брав участь у різних сутичках, реорганізував цивільний уряд та установи. Під час перебування на цій посаді Скотт був двічі відзначений Срібною зіркою за хоробрість у бойових діях.
У серпні 1906 року його призначили суперінтендантом Військової академії США, він займав цю посаду протягом чотирьох років у тимчасовому званні полковника. У березні 1911 року він отримав звання постійного підполковника, а в серпні того ж року — полковника. Потім він командував 3-м американським кавалерійським полком у Техасі, який брав участь у вирішенні різноманітних проблем індіанців.
У березні 1913 року Скотт отримав звання бригадного генерала, командуючи 2-ю кавалерійською бригадою, яка дислокувалася на південному заході. У листопаді 1913 року він отримав особливу відзнаку за вміле керівництво військами у зв'язку із заворушеннями індіанців навахо в Бьюті-Маунтін, штат Аризона.

Генерал-майор Г'ю Ленокс Скотт на Східному фронті в Росії. 1917

У квітні 1914 року він був призначений помічником начальника штабу, а з 1914 по 1917 рік — начальником штабу армії США. Керував усіма сухопутними військами кілька перших місяців після вступу США у Першу світову війну. У квітні 1915 року Скотт отримав звання генерал-майора. Він продовжував виконувати дипломатичні функції з індіанцями та мексиканськими прикордонниками на південному заході, вирішуючи проблеми з паютами Юти в березні 1915 року та в серпні повертаючи майно «конфісковане» в результаті рейду Панчо Вілья.
З лютого по березень 1916 року Скотт тимчасово виконував обов'язки військового міністра, замінивши Ліндлі Гаррісона; його зусилля були спрямовані більше на підготовку до можливого вступу США в Першу світову війну.
У травні-серпні 1917 року, вже після офіційного вступу Сполучених Штатів у Першу світову війну, Г'ю Ленокс Скотт перебував у Росії, у складі місії Рута, по імені сенатора Елігу Рута, з наміром утримати Росію у війні.
22 вересня 1917 року він пішов у відставку у встановленому законом віці 64 роки. Його наступником на посаді начальника штабу став Таскер Х. Блісс. Незважаючи на відставку, Скотт був негайно відкликаний на дійсну військову службу. Продовжував службу на території США і став командиром 78-ї дивізії в Кемп-Дікс, штат Нью-Джерсі.
У травні 1919 року Скотт остаточно пішов у відставку і служив у Раді індіанських уповноважених з 1919 по 1929 рік та був головою комісії з автомобільних доріг штату Нью-Джерсі з 1923 по 1933 рік. У 1928 році він опублікував автобіографію «Деякі спогади солдата».